# ロサンゼルス (重巡洋艦)
| USS Los Angeles (CA-135) |                                                        |
| 艦歴                     |                                                        |
| 発注:                    |                                                        |
| 起工:                    | 1943年7月28日                                          |
| 進水:                    | 1944年8月20日                                          |
| 就役:                    | 1945年7月22日                                          |
| 退役:                    | 1963年11月15日                                         |
| 除籍:                    | 1974年1月1日                                           |
| その後:                  | 1975年に廃棄                                           |
| 性能諸元                 |                                                        |
| 排水量:                  | 13,600 トン                                            |
| 全長:                    | 674 ft 11 in                                           |
| 全幅:                    | 70 ft 10 in                                            |
| 吃水:                    | 20 ft 6 in                                             |
| 機関:                    |                                                        |
| 最大速:                  | 33 ノット                                              |
| 兵員:                    | 士官、兵員1,142名                                      |
| 兵装:                    | 8インチ砲9門、5インチ砲12門 40mm機銃48基、20mm機銃20基 |
| 搭載機:                  | カーチス SC シーホーク (1946 - 46)                     |
| モットー:                | Non Sibi Sed Patriae                                   |

ロサンゼルス(USS Los Angeles, CA-135)は、アメリカ海軍の重巡洋艦。ボルチモア級重巡洋艦の13番艦。艦名はカリフォルニア州ロサンゼルスに因む。その名を持つ艦としては3隻目。

## 艦歴
ロサンゼルスは1943年7月28日にペンシルベニア州フィラデルフィアのフィラデルフィア海軍工廠で起工し、1944年8月20日にフレッチャー・ボウロン夫人によって進水する。1945年7月22日にジョン・A・スナッケンバーグ艦長の指揮下就役した。
グアンタナモ湾での調整後、ロサンゼルスは10月15日に極東へ向けて西海岸経由で出航し、1946年1月3日に上海に到着する。翌年に渡って第7艦隊に所属し中国沿岸、西太平洋、マリアナ諸島海域で活動し、1947年1月21日にサンフランシスコに帰還する。1948年4月9日にハンターズ・ポイントで退役し、太平洋予備役艦隊で保管されるが、1951年1月27日にロバート・N・マクファーレン艦長の指揮下再就役する。朝鮮半島での共産勢力に対抗するため、ロサンゼルスは5月14日に極東へ向けて出航し5月31日に韓国水域でアーレイ・バーク提督率いる第5巡洋艦隊に合流する。続く6ヶ月にわたって朝鮮半島水域を東部の興南から西部の海州市まで艦砲射撃を加えた。12月17日に本国に帰還、オーバーホールと訓練を行い、1952年10月9日に朝鮮半島水域へ二度目の展開を行う。10月11日には敵の沿岸砲台に対して艦砲射撃を行う。その後数ヶ月間にわたって、地上部隊への支援射撃を行い、第7艦隊の高速空母部隊と共に日本海を巡航した。1953年3月末から4月初めにかけて元山市への艦砲射撃に加わり、敵の沿岸砲台からの砲撃で損傷を受けるが、砲撃任務は4月半ばまで継続し、その後本国へ帰還、5月15日にロングビーチに到着する。
1953年11月から1963年6月までロサンゼルスは8回の極東展開を行い、「平和維持」を支援するため第7艦隊と共に、巡洋艦部隊の旗艦として活動した。フィリピン、沖縄のアメリカ軍基地、韓国、香港、オーストラリア、台湾の国連軍基地を拠点として日本沿岸から日本海、黄海、東シナ海、南シナ海で作戦活動に従事し、1956年の金門島事件では中国人民解放軍の攻撃から台湾を防衛のため台湾海峡を巡航した。
太平洋西部で展開が終了するとロサンゼルスはロングビーチから西海岸沿い、太平洋からハワイ諸島で活動した。最後の極東展開が終了すると1963年6月20日にロングビーチに帰還し、11月15日に退役、サンディエゴで予備役艦隊入りする。その後、1975年にスクラップとして廃棄された。
ロサンゼルスは朝鮮戦争の戦功で5つの従軍星章を受章した。

## 登場作品
『タンタンの冒険』
第19巻「紅海のサメ」に本艦が登場。艦載していたSCの攻撃によってタンタンらの危機を救った。